# Troféu da Copa do Mundo FIFA
O Troféu da Copa do Mundo FIFA é um troféu de ouro concedido aos vencedores da Copa do Mundo FIFA. Desde o advento do torneio em 1930, foram usadas duas versões: a Taça Jules Rimet, de 1930 a 1970, e o Troféu da Copa do Mundo, de 1974 até a atualidade.
O primeiro troféu, originalmente chamado Victory, mas depois renomeado em homenagem ao presidente da FIFA, Jules Rimet, era feito de prata e lápis-lazúli folheado a ouro, e representava Nice, a deusa grega da vitória. O Brasil conquistou-o permanentemente em 1970, levando ao comissionamento de um novo. A Taça Jules Rimet original foi roubada em 1983 e nunca foi recuperada.
O troféu subsequente, chamado de "Troféu da Copa do Mundo da FIFA", foi lançado em 1974. Feito de ouro de dezoito quilates com uma base de malaquita, tem 36,8 centímetros de altura e pesa 6,1 quilos. A taça foi feita pela empresa Stabilimento Artistico Bertoni, na Itália. Ela mostra duas figuras humanas segurando a Terra. Os atuais detentores do troféu são a Argentina, vencedores da Copa do Mundo de 2022.

## Taça Jules Rimet

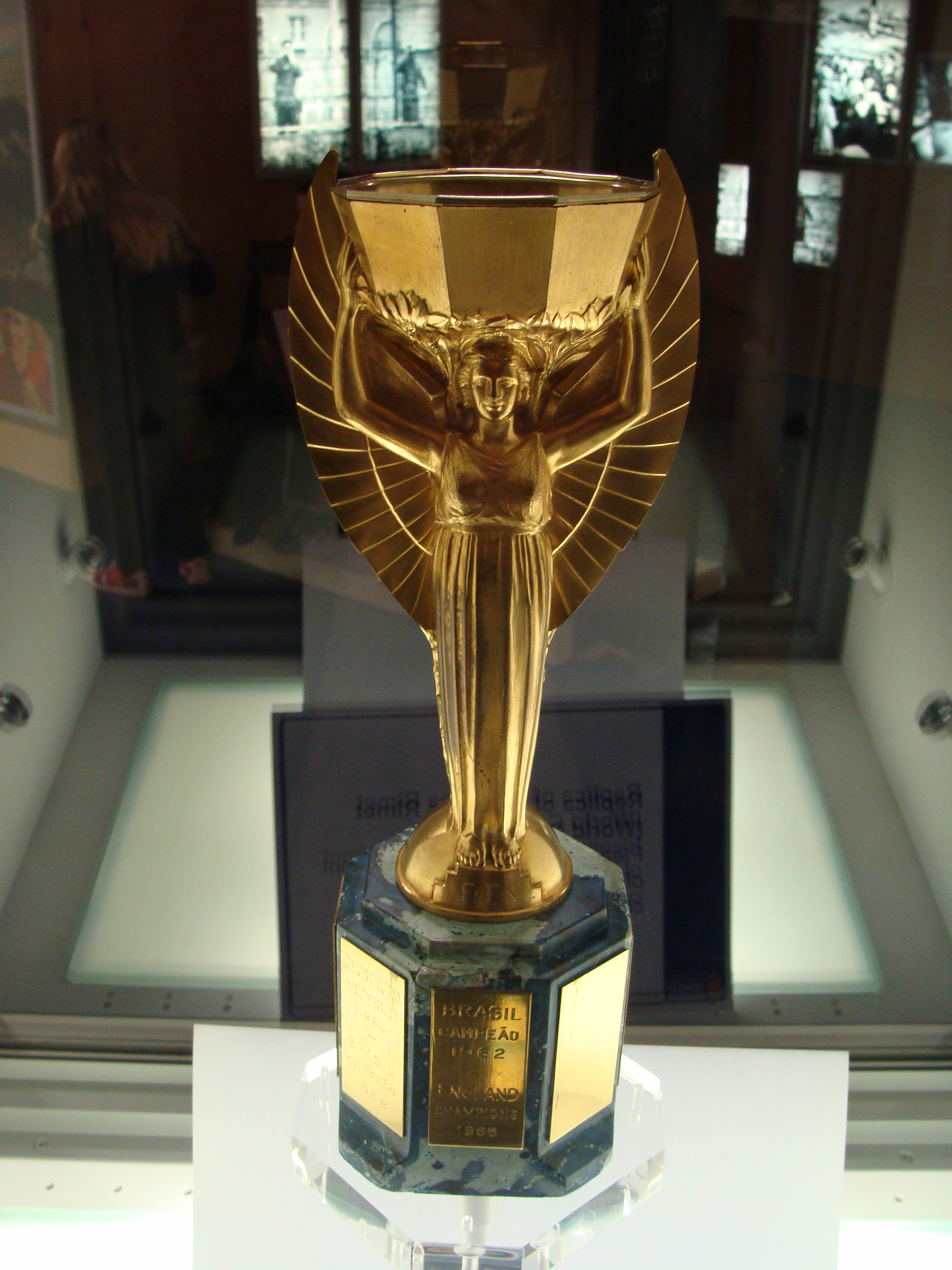
Réplica da Taça Jules Rimet em exibição no Museu Nacional do Futebol, na Inglaterra. O troféu original foi roubado no Brasil em 1983 e nunca foi recuperado.

A Taça Jules Rimet foi o prêmio original dado pela conquista da Copa do Mundo FIFA. Originalmente chamado de Victory, mas geralmente conhecido simplesmente como a Copa do Mundo ou Coupe du Monde, foi renomeado em 1946 para homenagear o presidente da FIFA, Jules Rimet, que em 1929 aprovou uma votação para iniciar a competição. Ela foi projetada pelo escultor francês Abel Lafleur e feita de prata esterlina banhada a ouro em uma base de mármore branco e amarelo. Em 1954 esta base foi substituída por outra mais alta feita de lápis-lazúli. Ela tinha 35 centímetros de altura e pesava 3,8 quilos. Compreendia uma xícara decagonal, apoiada por uma figura alada representando Nice, a deusa grega da vitória. A Taça Jules Rimet foi levada ao Uruguai para a primeira Copa do Mundo a bordo do Conte Verde, que partiu de Villefranche-sur-Mer, a sudeste de Nice, em 21 de junho de 1930. Este era o mesmo navio que levava Jules Rimet e futebolistas representando a França, a Romênia e a Bélgica que participariam do torneio naquele ano. A primeira equipe a receber o troféu foi o Uruguai, vencedora da Copa de 1930.
Durante a Segunda Guerra Mundial, o troféu foi guardado pela Itália, campeã de 1938. O italiano Ottorino Barassi, vice-presidente da FIFA e presidente da Federação Italiana de Futebol (FIGC), transportou secretamente a taça de um banco em Roma e escondeu-o em uma caixa de sapatos debaixo da cama para impedir que os nazistas o levassem. A Copa do Mundo de 1958 na Suécia marcou o início de uma tradição em relação ao troféu. Como o capitão brasileiro Hilderaldo Bellini ouviu os pedidos dos fotógrafos para uma melhor visualização da Taça Jules Rimet, ele ergueu-a no ar. Todos os capitães vencedores da Copa desde então repetiram o gesto.
Em 20 de março de 1966, quatro meses antes da Copa do Mundo de 1966, na Inglaterra, a taça foi roubada durante uma exposição pública no Westminster Central Hall. Ela foi encontrada apenas sete dias depois, envolto em um jornal no fundo de um jardim suburbano em Beulah Hill, Upper Norwood, no sul de Londres, por um cachorro chamado Pickles.
Como medida de segurança, a The Football Association (FA) fabricou secretamente uma réplica da taça para uso em exposições. Ela foi usada em ocasiões subsequentes até 1970, quando o troféu original teve que ser devolvido à FIFA para a próxima competição. Como a entidade negou explicitamente à FA a permissão de criar uma réplica, a cópia também foi escondida e mantida por muitos anos embaixo da cama do criador. Essa réplica acabou sendo vendida em um leilão em 1997 por 254 500 libras, quando foi comprada pela FIFA. O preço alto foi causado pela especulação de que o troféu leiloado não era a réplica, mas a taça original. Testes posteriores da FIFA, no entanto, confirmaram que o troféu leiloado era de fato uma réplica e a associação logo em seguida providenciou que ela fosse emprestada para exibição no Museu Nacional do Futebol da Inglaterra, que ficava em Preston, agora localizado em Manchester.
O Brasil venceu o torneio pela terceira vez em 1970, permitindo que o país mantivesse o troféu original permanentemente, como havia sido estipulado por Jules Rimet em 1930. Foi colocado em exibição na sede da Confederação Brasileira de Futebol no Rio de Janeiro em um gabinete com uma frente de vidro à prova de balas. Em 19 de dezembro de 1983, a parte traseira de madeira do gabinete foi aberta à força com um pé de cabra e a taça foi novamente roubada. Quatro homens foram julgados e condenados à revelia pelo crime. O troféu nunca foi recuperado e acredita-se que ele tenha sido derretido e vendido. Apenas uma peça da Taça Jules Rimet foi encontrada, a base original que a FIFA manteve em um porão da sede da federação em Zurique.
A Confederação encomendou uma réplica própria, feita pela Eastman Kodak, usando 1,8 quilos de ouro. Esta réplica foi apresentada ao presidente brasileiro João Figueiredo em 1984. O troféu foi tema de um documentário em 2014 chamado "Mysteries of the Rimet Trophy" ("Mistérios da Taça Rimet") exibido pela ESPN durante a Copa do Mundo de 2014.

## Troféu atual

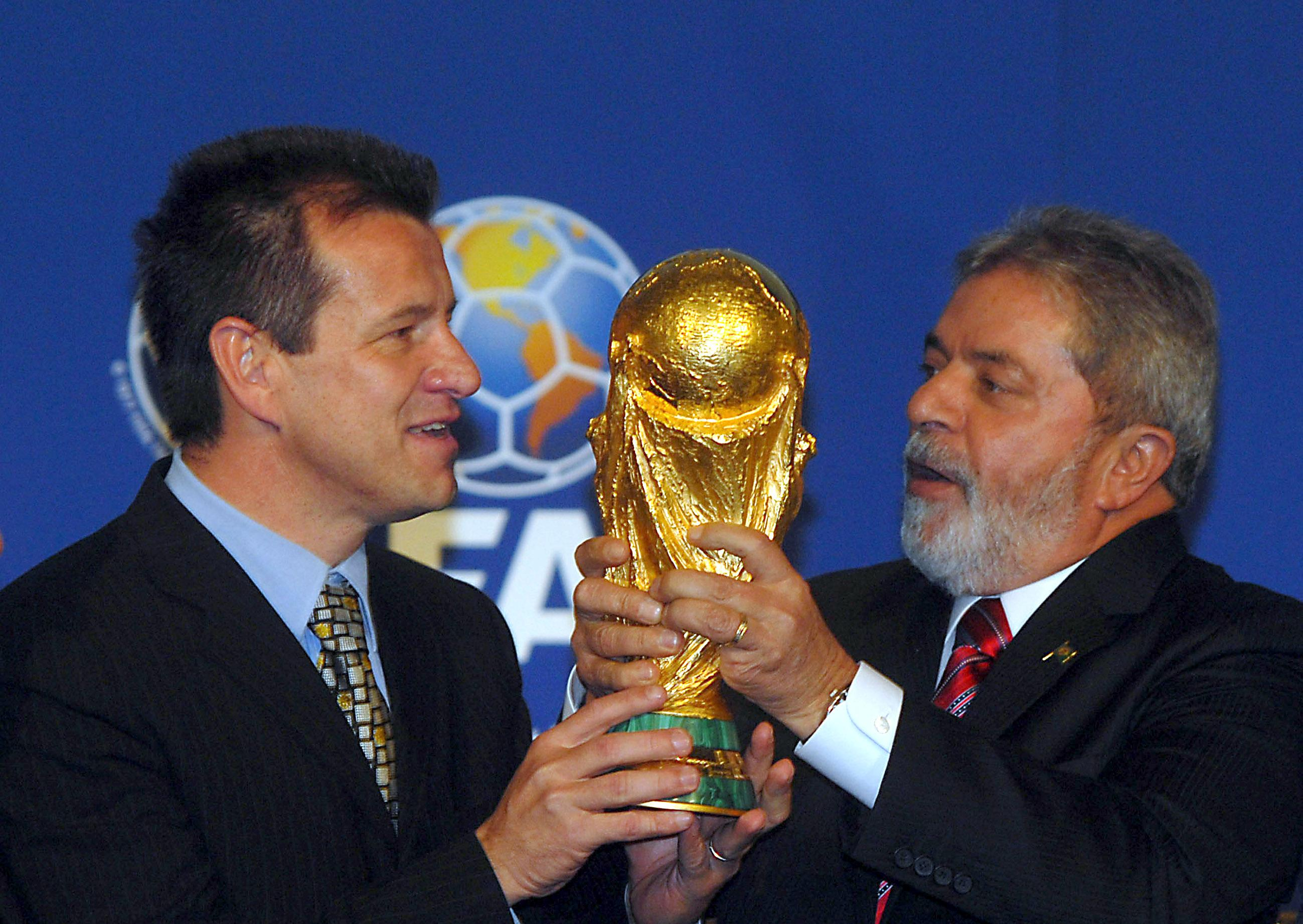
O então presidente Luiz Inácio Lula da Silva e o técnico da seleção, Dunga, seguram o troféu atual na cerimônia que confirmou o Brasil como sede da Copa do Mundo de 2014.

Um novo troféu foi encomendado pela FIFA para a Copa do Mundo de 1974. Cinquenta e três submissões foram recebidas de escultores de sete países. O artista italiano Silvio Gazzaniga foi premiado com a comissão. O troféu tem 36,5 centímetros de altura e é feito de cinco quilos de ouro de dezoito quilates (75%), no valor aproximado de 161 000 dólares (2018), com uma base de 13 centímetros de diâmetro contendo duas camadas de malaquita. Sir Martyn Poliakoff afirma que o troféu é oco; se, como é dito, fosse sólido, pesaria entre setenta e oitenta quilos, sendo pesado demais para ser levantado. Produzido por Bertoni, Milano em Paderno Dugnano, ele pesa 6,175 quilos no total e representa duas figuras humanas segurando a Terra. Gazzaniga descreve assim o troféu: "As linhas emergem da base, elevando-se em espirais, estendendo-se para receber o mundo. Das notáveis tensões dinâmicas do corpo compacto da escultura elevam-se as figuras de dois atletas no momento emocionante da vitória".
O troféu tem a gravura "Copa do Mundo da FIFA" em sua base. Após a edição de 1994, uma placa foi colocada em sua parte inferior, na qual os nomes dos países vencedores são gravados, portanto não sendo visíveis quando ele está em pé. As inscrições indicam o ano em números e o nome da nação vencedora em sua língua oficial; no entanto, essa regra não se aplicou quando a Espanha foi campeã em 2010, tendo o nome gravado em inglês, não em castelhano. Até 2018, doze vencedores foram gravados na base. A placa é substituída em cada ciclo da Copa do Mundo e os nomes dos vencedores são rearranjados em espiral para acomodar futuros campeões, com o nome da Espanha sendo escrito em castelhano ("España") em ocasiões posteriores. O regulamento da FIFA afirma que o troféu, ao contrário de seu antecessor, não pode ser ganho de imediato: os vencedores do torneio recebem uma réplica de bronze banhada a ouro em vez de ouro sólido. A Alemanha se tornou a primeira nação a conquistar o novo troféu pela terceira vez, quando venceu a Copa de 2014.

## Tours

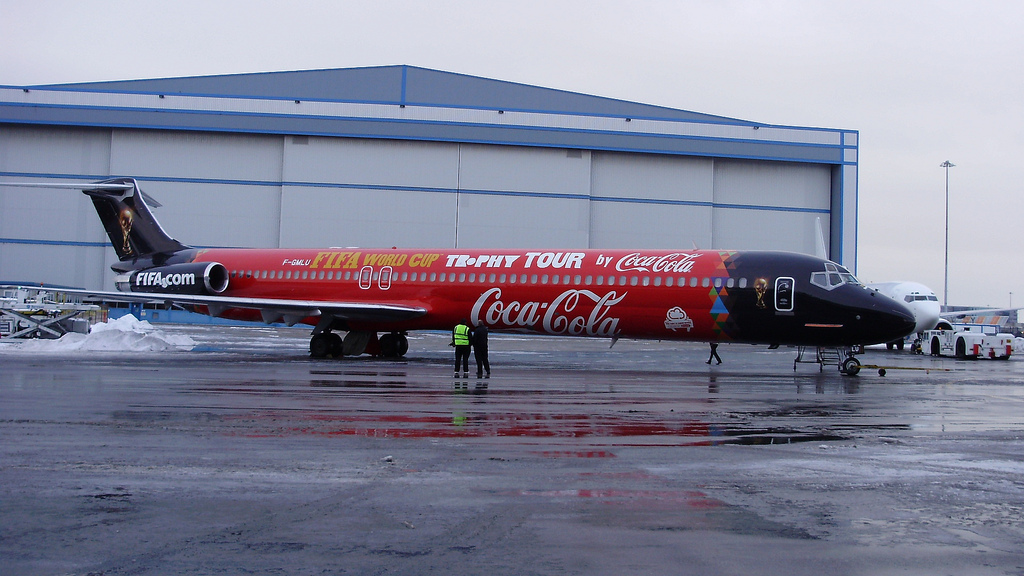
O avião designado para transportar o troféu durante os tours.

Em 2005, a FIFA, juntamente com a Coca-Cola, patrocinadora oficial da Copa do Mundo, anunciou o lançamento um tour mundial do troféu, semelhante ao revezamento da tocha Olímpica. O objetivo é promover torneio em cidades ao redor do mundo antes da competição começar. O troféu é transportado até as cidades em um jato particular e é monitorado por uma equipe regular de segurança e gerenciamento da FIFA. Ele é exibido em um gabinete de vidro em meio a uma atmosfera festiva de futebol, arte e chefes de Estado.
Para a Copa do Mundo de 2006 realizada na Alemanha, a taça foi levada para 31 cidades em 28 países, entre elas Acra, Roma, Rio de Janeiro, Cidade do México, Los Angeles, Tóquio, Pequim e Londres, durante três meses, entre 7 de janeiro e 10 de abril de 2006.
O tour realizado para a Copa do Mundo de 2010 na África do Sul viu um aumento no número de cidades. A digressão cobriu 130 cidades em 84 países ao redor do mundo, dois quais cinquenta eram africanos. As viagens começaram em setembro de 2009 e duraram até maio de 2010, passando por Ucrânia, Nova Zelândia, Cazaquistão, Grécia e Venezuela, terminando ao chegar à África do Sul.
Em 2014, o tour da taça começou em setembro de 2013 e passou por 90 países em seis continentes, percorrendo quase 100 000 milhas (161 000 quilômetros) até chegar ao Brasil, país anfitrião daquela edição. O evento realizado para a Copa do Mundo de 2018 também contou com a taça sendo levada para 90 países durante 221 dias de viagem, percorrendo 92 000 milhas (148 000 quilômetros).

## Vencedores

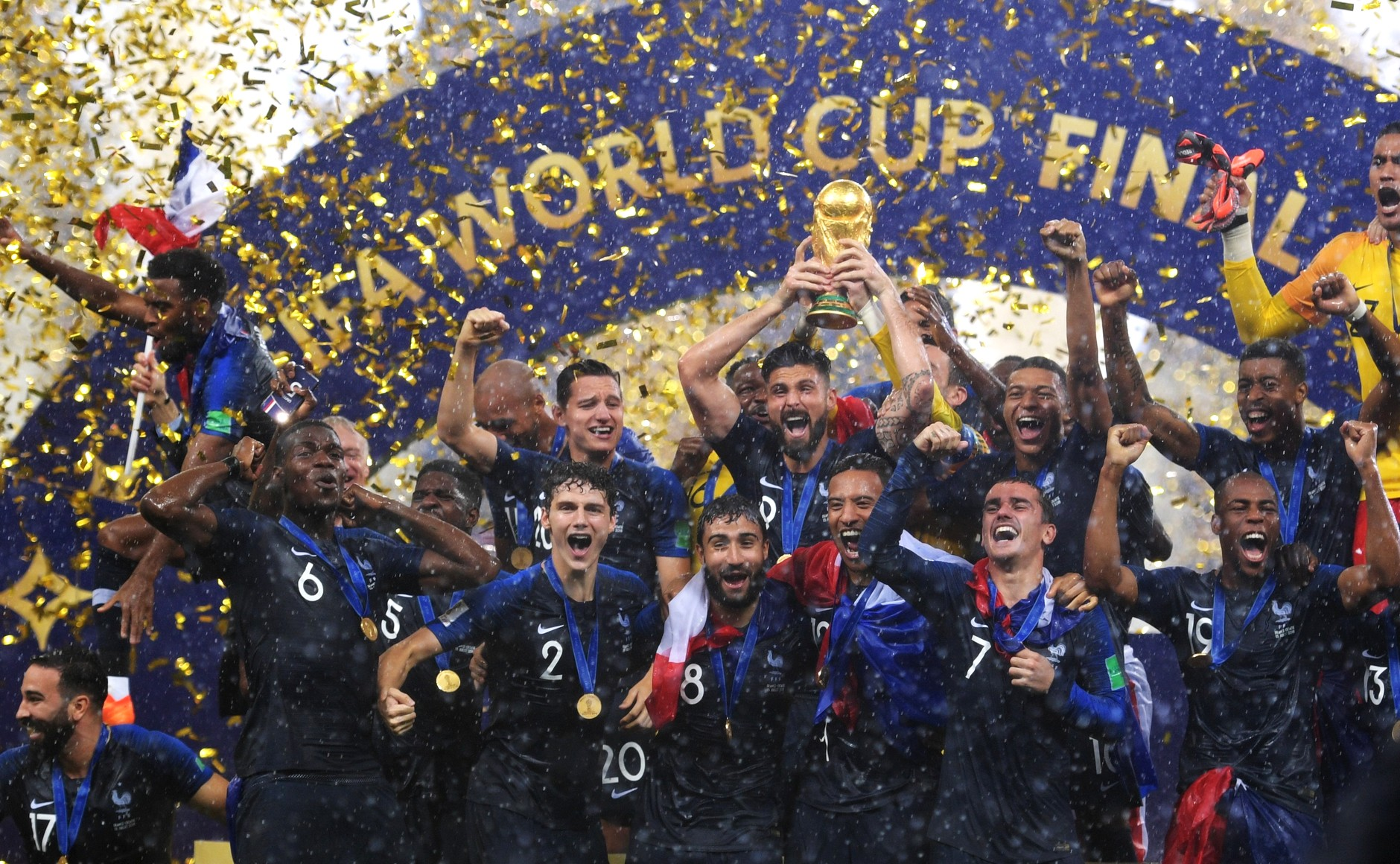
Os jogadores da França comemoram após conquistarem a Copa do Mundo de 2018.

Taça Jules Rimet
- Uruguai – 1930, 1950
- Itália – 1934, 1938
- Alemanha Ocidental – 1954
- Brasil – 1958, 1962, 1970
- Inglaterra – 1966

Troféu da Copa do Mundo
- Alemanha/ Alemanha Ocidental – 1974, 1990, 2014
- Argentina – 1978, 1986, 2022
- Itália – 1982, 2006
- Brasil – 1994, 2002
- França – 1998, 2018
- Espanha – 2010